# Ma’abarot (obozy przejściowe)

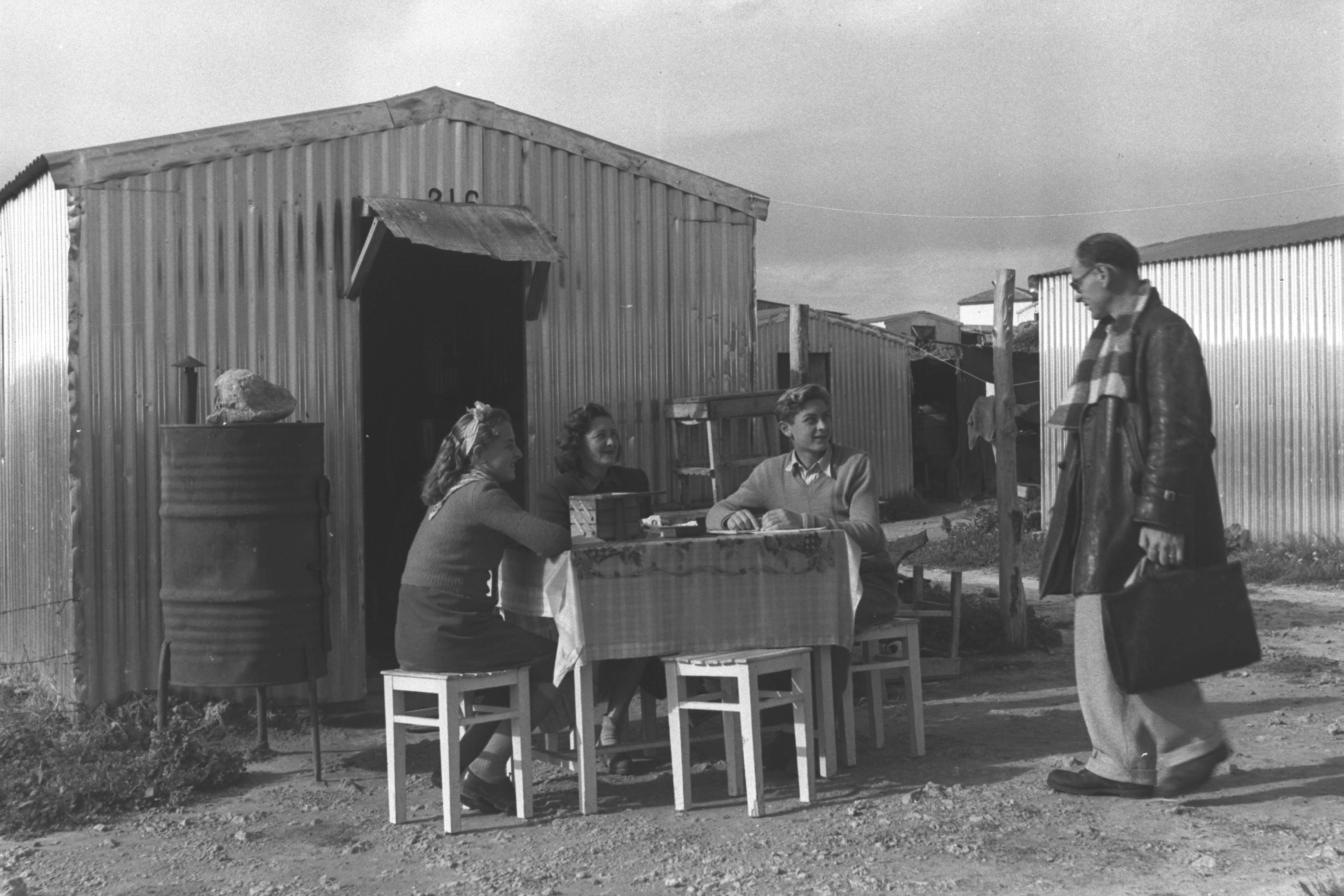
Ma’abara w pobliżu Naharijji (północny Izrael), 1952.

Ma’abarot (hebr. מעברות, obozy przejściowe; l. poj. Ma’abara, hebr. מעברה) – obozy przejściowe dla imigrantów przybywających do Izraela w latach 50. XX wieku.

## Początki

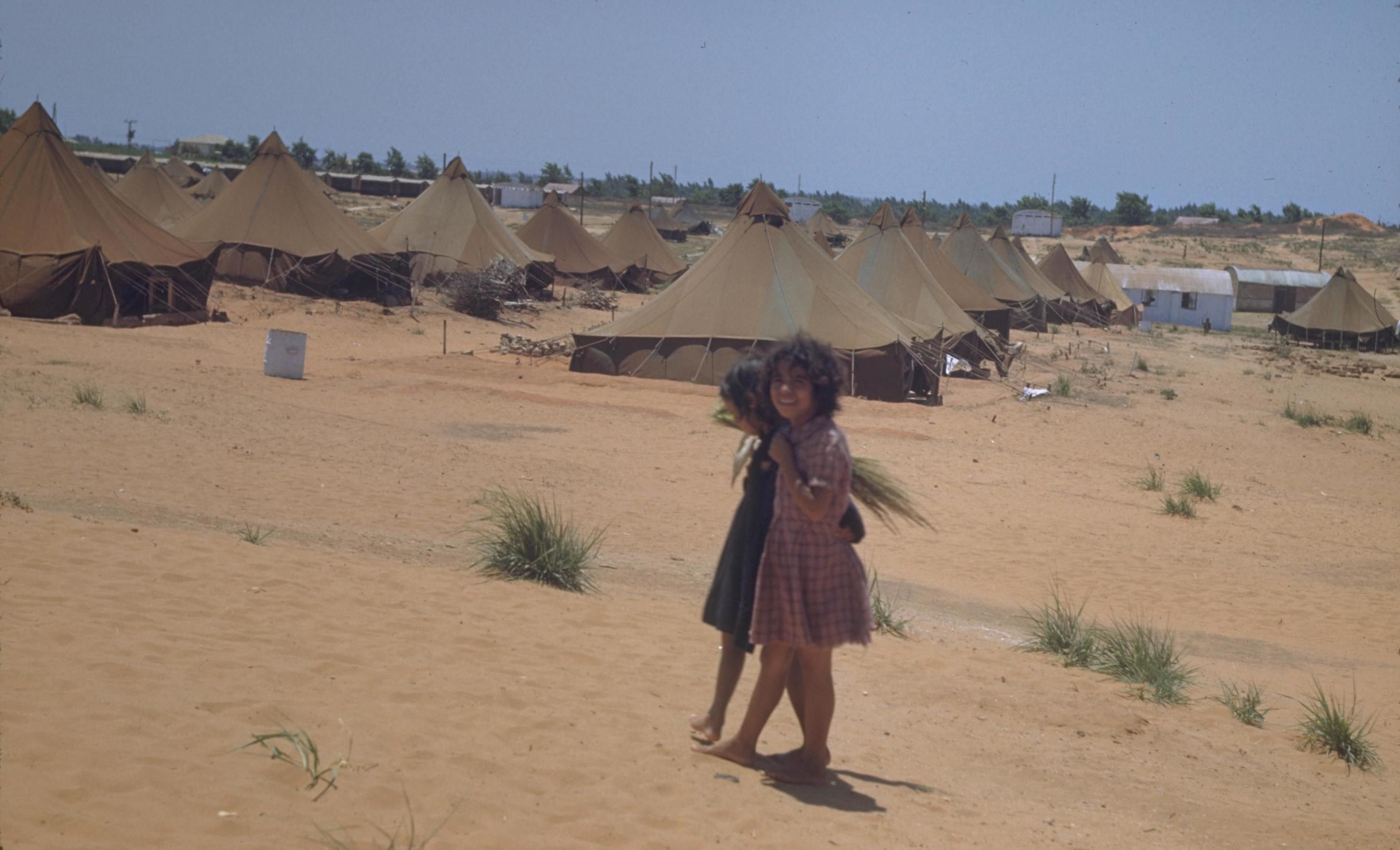
Obóz imigrancki Bet Lid w 1950 roku

Pod koniec 1949 roku 90 tys. imigrantów żydowskich przebywało w obozach imigranckich, zbudowanych z namiotów. Panowały w nich surowe warunki życia.
Na początku lat 1950. Izrael musiał zmierzyć się z przyjęciem fali ponad 130 tys. uchodźców z Iraku.
W marcu 1950 Lewi Eszkol zatwierdził plan przekształcenia obozów namiotowych, przez co warunki życia uległyby poprawie. Dotychczasowe namioty zostały zastąpione barakami z blachy i betonu lub drewna. Pierwszy obóz Ma’abara powstał już w maju 1950 roku w Kesalon. Pod koniec 1951 roku w około 125 obozach przebywało około 220 tys. ludzi. Około 80% przebywających w obozach Ma’abarot stanowili Mizrachijczycy (Żydzi zamieszkujący pierwotnie kraje arabskie), którzy wyemigrowali lub których wypędzono z pierwotnych krajów zamieszkania.

## Warunki życia
Typowa rodzina zamieszkiwała barak o powierzchni nie większej niż 10–15 m². Baraki nie były podłączone do bieżącej wody ani sieci elektrycznej. Woda była dostępna z kranów wspólnych i pitna po przegotowaniu. Prysznice i toalety były publiczne. Na jeden sanitariat przypadało wielu mieszkańców. Brakowało również kadry nauczycielskiej dla uczniów.
W odróżnieniu od obozów imigranckich, którymi opiekowała się Agencja Żydowska, mieszkańcy Ma’abarot musieli utrzymywać się sami. W obozach umieszczonych przy miastach uchodźcy znajdowali zatrudnienie w zawodach miejskich, zaś w Ma’abarot na obszarach wiejskich imigranci pracowali w rolnictwie.
Od roku 1952 liczba osób przebywających w Ma’abarot zaczęła spadać (157 tys. w roku 1953, 88 tys. w 1955 i 15 tys. w 1963).

## Rozwiązanie obozów
Z biegiem czasu część obozów Ma’abarot przekształciła się w tzw. miasta rozwoju, osady rolnicze (moszawy) lub zostały wchłonięte jako osiedla do przyległych im miast. Pozostałe obozy rozmontowano. Na bazie Ma’abarot powstały m.in. miasta Kirjat Szemona, Sederot, Bet Sze’an, Jokne’am, Or Jehuda i Migdal ha-Emek. Ostatni obóz zamknięto w 1963 roku.